# To Love You More
To Love You More è una canzone della cantante canadese Céline Dion, scritta da David Foster e Edgar Bronfman Jr., quest'ultimo ha firmato la canzone sotto il nome di Junior Miles. Il brano è stato rilasciato come singolo in Giappone il 21 ottobre 1995. To Love You More è diventato un successo raggiungendo la numero uno della classifica giapponese e vendendo 1,5 milioni di copie.

## Contenuti, videoclip musicale e pubblicazioni
Il testo di To Love You More, scritto da Junior Miles, parla di una donna che fa una richiesta appassionata al suo amato in modo che non la lasci per un'altra donna. La canzone è stata registrata per fare da tema della serie televisiva giapponese Koibito yo (My Dear Lover), e poi inclusa nella ristampa di The Colour of My Love pubblicata in Giappone nel 1995. La registrazione del brano vanta la speciale partecipazione del trio giapponese Kryzler & Kompany, un gruppo di musicisti che ha curato gli arrangiamenti insieme a David Foster e di cui ne fa parte il violinista Taro Hakase, famoso per aver suonato più volte ai concerti della Dion.
Nel 1995 la Sony Music Entertainment Japan pubblicò un videoclip promozionale che mostrava Céline mentre registrava in studio la versione originale del brano (nel video compaiono anche i Kryzler & Kompany). Nel 1996, la Sony Music Entertainment pubblicò un videoclip musicale in cui Céline interpreta dal vivo il brano con Taro Hakase al violino, durante il concerto del Falling Into You Around the World tenutosi nella città di Memphis nel marzo 1997. Lo spettacolo fu registrato e pubblicato più tardi sulla VHS ...Live In Memphis 1997 da cui fu tratto il videoclip promozionale.
Il singolo fu ripubblicato il 7 aprile 1999 in Giappone come maxi-CD contenente oltre alla versione originale anche tre remix club realizzati dal produttore e disc jockey statunitense Tony Moran.
Più tardi la canzone apparse anche nelle edizioni asiatiche di Falling into You e Live à Paris (To Love You More è stato uno dei singoli radiofonici promozionali per questo album in Canada), e nell'edizione americana di Let's Talk About Love. Riguardo a quest'ultimo, il brano uscì come terzo singolo promozionale radiofonico negli Stati Uniti.
To Love You More è uno dei brani più interpretati dalla Dion durante i suoi concerti ed è stato inserito nelle scaletta del Falling Into You Around the World, del Let's Talk About Love World Tour, del Taking Chances World Tour e del Celine Dion Live 2018. La canzone è stata interpretata anche nei due residency show di Las Vegas: A New Day... e Celine. Le versioni live di To Love You More sono state incluse su molti DVD pubblicati dalla Dion, tra cui Live in Las Vegas - A New Day.... La traccia è apparsa anche nei greatest hits All the Way ... A Decade of Song (1999) e My Love: Ultimate Essential Collection (2008).

## Successo commerciale e riconoscimenti
La canzone divenne un grande successo in Giappone raggiungendo la prima posizione della Oricon Singles Chart e rimanendovi cinque settimane consecutive. Il singolo vendette 1 500 000 copie solo in Giappone e ottenne la certificazione Million dalla RIAJ. Céline Dion è stata la prima artista internazionale ad aver raggiunto la numero uno della classifica giapponese, seconda solo a Flashdance ... What a Feeling (1983) di Irene Cara. To Love You More rimane la seconda canzone più venduta da un artista internazionale e da un'artista donna internazionale in Giappone. È anche una delle sole tre canzoni internazionali che ha venduto più di 1 milione di copie nel paese del Sol Levante.
Nel luglio 2010, il realtone di To Love You More è stato certificato disco d'oro dopo aver venduto 100 000 copie in Giappone.
La canzone è molto popolare in Asia e si trova su numerose selezioni di karaoke.
To Love You More ebbe un discreto successo anche nelle radio americane, che per motivi di tempistiche radiofoniche tagliarono il ponte del violino suonato da Kryzler & Kompany e una parte consistente del finale della canzone. Il singolo trascorse otto settimane alla numero uno della Billboard Hot Adult Contemporary Tracks e raggiunse l'undicesima posizione della Billboard Hot 100 Airplay.
In Canada To Love You More raggiunse la quarta posizione della Quebec Airplay Chart e la numero uno della RPM Adult Contemporary Tracks. Mentre nella classifica generale dei 100 singoli più venduti in Canada si classificò nona.
Nel 1996 To Love You More vinse l'International Music Grand Prix Single Prize ai Japan Gold Disc Award in Giappone, l'ASCAP Pop Award e due BMI Pop Awards per la Canzone più rappresentata negli Stati Uniti.

## Formati e tracce
CD Singolo Promo (Canada; Stati Uniti) (550 Music: BSK 41402)
1. To Love You More (Tony Moran's Pop Edit) – 4:53 (testo: Junior Miles – musica: David Foster)
2. To Love You More (Tony Moran's Crossover Edit) – 4:53 (testo: Miles – musica: Foster)
3. To Love You More (Tony Moran's I'll Be... Waiting Vocal) – 10:07 (testo: Miles – musica: Foster)

CD Singolo Promo (Brasile) (Sony Music: 67635105)
1. To Love You More (Versão Album) – 5:28 (testo: Miles – musica: Foster)

CD Singolo Promo (Giappone) (Epic: QDCB 93081)
1. To Love You More (feat. Kyzler & Kompany) – 5:29 (testo: Miles – musica: Foster)

CD Singolo Promo (Giappone) (Epic: QDCA 93082)
1. To Love You More (feat. Kryzler & Kompany) (Radio Edit) – 3:55 (testo: Miles – musica: Foster)

CD Singolo Promo (Giappone) (Sony Music Entertainment Japan: QDCB 93064)
1. To Love You More (feat. Kryzler & Kompany) – 5:29 (testo: Miles – musica: Foster)
2. To Love You More (Instrumental Kryzler & Kompany Version) – 5:24 (musica: Foster)

CD Mini Singolo (Giappone) (Epic: ESDA 7161)
1. To Love You More (feat. Kryzler & Kompany) – 5:29 (testo: Miles – musica: Foster)
2. To Love You More (Instrumental) – 5:24 (musica: Foster)

CD Maxi Singolo (Giappone) (Epic: ESCA 7471)
1. To Love You More (Tony Moran's Crossover Edit) – 4:53 (testo: Miles – musica: Foster)
2. To Love You More (Tony Moran's Pop Edit) – 5:53 (testo: Miles – musica: Foster)
3. To Love You More (Tony Moran's I'll Be... Waiting Vocal Mix) – 10:08 (testo: Miles – musica: Foster)
4. To Love You More – 5:30 (testo: Miles – musica: Foster)

CD Singolo Promo (Stati Uniti) (Sony 550 Music: BSK 41204)
1. To Love You More (Radio Edit) – 4:39 (testo: Miles – musica: Foster)
2. To Love You More (Album Version) – 5:28 (testo: Miles – musica: Foster)

LP Singolo Promo 12" (Regno Unito) (Epic: XPR 3275)
1. To Love You More (Tony Moran's Pop Edit) – 4:53 (testo: Miles – musica: Foster)
2. To Love You More (Tony Moran's Crossover Edit) – 4:53 (testo: Miles – musica: Foster)
3. To Love You More (Tony Moran's I'll Be... Waiting Vocal) – 10:07 (testo: Miles – musica: Foster)

LP Singolo 12" (Spagna) (Columbia: COL 666705 6)
1. To Love You More (Tony Moran's I'll Be... Waiting Vocal) – 10:07 (testo: Miles – musica: Foster)
2. To Love You More (Tony Moran's Pop Edit) – 4:53 (testo: Miles – musica: Foster)
3. To Love You More (Tony Moran's Crossover Edit) – 4:53 (testo: Miles – musica: Foster)

LP Singolo Promo 12" (Stati Uniti) (Sony 550 Music: BAS 41402)
1. To Love You More (Tony Moran's I'll Be... Waiting Vocal) – 10:10 (testo: Miles – musica: Foster)
2. To Love You More (Tony Moran's Dubbing You More Mix) – 9:35 (testo: Miles – musica: Foster)

## Versioni ufficiali
- To Love You More (with Kyzler & Kompany) – 5:29
- To Love You More (with Kryzler & Kompany) (Radio Edit) – 3:55
- To Love You More (Album Version) - 5:28
- To Love You More (Instrumental) – 5:24
- To Love You More (Instrumental Kryzler & Kompany Version) – 5:24
- To Love You More (Live Version from Taking Chances World Tour: The Concert) – 3:16
- To Love You More (Radio Edit) – 4:39

- To Love You More (Tony Moran's Crossover Edit) – 4:53
- To Love You More (Tony Moran's Dubbing You More Mix) – 9:35
- To Love You More (Tony Moran's I'll Be... Waiting Vocal) – 10:07
- To Love You More (Tony Moran's I'll Be... Waiting Vocal) – 10:10
- To Love You More (Tony Moran's I'll Be... Waiting Vocal Mix) – 10:08
- To Love You More (Tony Moran's Pop Edit) – 4:53
- To Love You More (Tony Moran's Pop Edit) – 5:53

## Classifiche

### Classifiche settimanali
| Classifica (1995-1998)                                       | Posizione massima raggiunta |
| ------------------------------------------------------------ | --------------------------- |
| Canada (RPM 100 Hit Tracks)                                  | 9                           |
| Canada (RPM Adult Contemporary Tracks)                       | 1                           |
| Giappone (Oricon Singles Chart)                              | 1                           |
| Giappone (Oricon International Singles Chart)                | 1                           |
| Islanda (Islenski Listinn Topp 40)                           | 13                          |
| Québec (ADISQ)                                               | 4                           |
| Stati Uniti (Billboard Adult Top 40)                         | 21                          |
| Stati Uniti (Billboard Hot Adult Contemporary Tracks)        | 1                           |
| Stati Uniti (Billboard Hot 100 Airplay)                      | 11                          |
| Stati Uniti (Billboard Mainstream Top 40)                    | 22                          |
| Classifica (1999)                                            |                             |
| Giappone (Oricon Singles Chart) To Love You More - Dance Mix | 93                          |

### Classifiche di fine anno
| Classifica (1996)                                               | Posizione |
| --------------------------------------------------------------- | --------- |
| Giappone (Oricon Singles Chart Top 100)                         | 20        |
| Classifica (1997)                                               | Posizione |
| Canada (RPM Top 100 Adult Contemporary Tracks '97 Year End)     | 30        |
| Classifica (1998)                                               | Posizione |
| Stati Uniti (Billboard Hot 100 Singles Airplay)                 | 45        |
| Stati Uniti (Billboard Hot Adult Contemporary Singles & Tracks) | 8         |

## Crediti e personale
Registrazione
- Registrato ai Chartmaker Studios di Malibu (CA), Record Plant di New York City
- Mixato al Record Plant di New York City

Personale
- Arrangiato da - David Foster, Kryzler & Kompany
- Basso, programmazione computer - Yoshinobu Takeshita
- Chitarra - Michael Thompson
- Ingegnere del suono - Felipe Elgueta, Humberto Gatica
- Mixato da - Humberto Gatica
- Mixato da (assistente) - Ross Hogarth
- Musica di - David Foster
- Produttore - David Foster
- Produttore esecutivo - Vito Luprano
- Programmato da - Felipe Elgueta
- Programmazione Synclavier di - Simon Franglen
- Sintetizzatore - Tsuneyoshi Saito
- Tastiere - David Foster
- Testi di - Junior Miles
- Violino - Taro Hakase

## Cronologia di rilascio
| Paese    | Data            | Formato      |
| -------- | --------------- | ------------ |
| Giappone | 21 ottobre 1995 | CD Mini      |
| Giappone | 7 aprile 1999   | CD           |
| Spagna   | 1998            | Vinile (12") |